# François Hesnault
Paul François Jean-Pierre Hesnault (Neuilly-sur-Seine, 30 dicembre 1956) è un ex pilota automobilistico francese.

## La carriera

### La Formula 3
Nel campionato francese 1982 di Formula 3, al volante di una Martini-Alfa Romeo giunse terzo, alle spalle di Michel Ferté e Pierre Petit.
L'anno seguente, con il David Price Racing e una Ralt-Volkswagen, conquistò quattro successi, che gli valsero il secondo posto nella classifica generale, dietro a Ferté, che lo precedette di due sole lunghezze. Nella stessa stagione partecipò anche al Campionato europeo, dove conquistò il secondo posto nella gara di Magny Cours.

### La Formula 1

#### 1984: Ligier
Dopo due sole stagioni in Formula 3, Hesnault venne ingaggiato dalla Ligier a motore Renault turbo, per il campionato del mondo di Formula 1 del 1984, prima ancora di aver ottenuto la superlicenza, per correre al fianco di Andrea De Cesaris. L'esordio ci fu nel Gran Premio del Brasile, ove si ritirò dopo essere partito diciannovesimo. Nel Gran Premio di Francia decise di non partire al fine di consentire al suo compagno di scuderia De Cesaris, unico non qualificato, a prendere parte alla gara. Il pilota italiano aveva visto cancellati i tempi della prima giornata di prova per un'irregolarità sulla sua vettura, e nelle prove del sabato, caratterizzate dalla pioggia, non era riuscito a far segnare un tempo valido per la qualifica. La scuderia però, visto l'ottimo tempo di De Cesaris sul bagnato, aveva spinto Hesnault a rinunciare alla partenza.
Ottenne dei buoni risultati in qualifica ma non riuscì mai ad andare a punti. Massimo risultato sarà il settimo posto in Olanda. Al termine della stagione partecipò con una Ralt al Gran Premio d'Australia, corso con vetture di Formula Mondial, ma vi si ritirò.

#### 1985: Brabham e Renault
L'anno seguente venne ingaggiato dalla Brabham-BMW, per correre con Nelson Piquet. Il pilota non trovò però un grande feeling con la monoposto. Nelle prime tre gare fu costretto ad altrettanti ritiri. Nel Gran Premio di San Marino vide montata sulla vettura una camera-car.
Dopo non essere riuscito a qualificarsi a Montecarlo fu vittima di un pauroso incidente in prove private presso il circuito di Le Castellet, tanto che decise di interrompere la stagione, venendo sostituito da Marc Surer.
Ritornò invece al volante della  Renault al Gran Premio di Germania. Una terza vettura era stata iscritta (pur non potendo marcare punti validi per la classifica) al fine di consentire delle riprese televisive con una camera fissata sulla vettura stessa. Sarà l'ultima volta che un costruttore iscriverà una terza vettura in una gara di Formula 1 e anche l'ultima apparizione di Hesnault nel mondo dei motori.

## Risultati completi in Formula 1
| 1984 | Scuderia | Vettura |     |    |     |     |    |     |     |     |     |     |   |   |   |     |    |     |  | Punti | Pos. |
| ---- | -------- | ------- | --- | -- | --- | --- | -- | --- | --- | --- | --- | --- | - | - | - | --- | -- | --- |  | ----- | ---- |
| 1984 | Ligier   | JS23    | Rit | 10 | Rit | Rit | NP | Rit | Rit | Rit | Rit | Rit | 8 | 8 | 7 | Rit | 10 | Rit |  | 0     |      |

| 1985 | Scuderia        | Vettura   |     |     |     |    |  |  |  |  |     |  |  |  |  |  |  |  |  | Punti | Pos. |
| ---- | --------------- | --------- | --- | --- | --- | -- |  |  |  |  | --- |  |  |  |  |  |  |  |  | ----- | ---- |
| 1985 | Brabham Renault | BT54 RE60 | Rit | Rit | Rit | NQ |  |  |  |  | Rit |  |  |  |  |  |  |  |  | 0     |      |

| Legenda | 1º posto     | 2º posto | 3º posto    | A punti         | Senza punti/Non class.  | Grassetto – Pole position Corsivo – Giro più veloce |
| Legenda | Squalificato | Ritirato | Non partito | Non qualificato | Solo prove/Terzo pilota | Grassetto – Pole position Corsivo – Giro più veloce |